# Iver Fossum
Iver Fossum (* 15. Juli 1996 in Drammen) ist ein norwegischer Fußballspieler auf der Position im offensiven Mittelfeld. Er steht in Belgien bei KV Kortrijk unter Vertrag und ist norwegischer Nationalspieler.

## Karriere

### Vereine
Fossum durchlief die Jugendabteilung von Strømsgodset IF. Mit 16 Jahren wurde er im Januar 2013 aus der U-19 in die Profimannschaft geholt, die in der Tippeligaen, der höchsten Spielklasse im norwegischen Fußball, spielt. Sein Ligadebüt gab Fossum am 28. April 2013 (6. Spieltag) beim 2:1-Sieg im Auswärtsspiel gegen den Molde FK. Insgesamt kam er in der Liga zu vier Kurzeinsätzen. In der Spielzeit 2014 avancierte er zum Stammspieler. In 26 Punktspielen erzielte er drei Tore und bereitete vier weitere vor. Sein erstes Tor erzielte er am 4. Mai 2014 (7. Spieltag) beim 2:0-Sieg im Heimspiel gegen FK Bodø/Glimt mit dem Führungstreffer in der achten Minute. Im norwegischen Fußballpokal schied die Mannschaft in der dritten Runde aus. Fossum spielte zweimal in diesem Turnier. In der Spielzeit 2015 etablierte er sich dauerhaft im offensiven Mittelfeld und agierte als Spielmacher. Zuvor hatte er auch auf den Außenbahnen oder in der Verteidigung gespielt. Bis zum Ende der Spielzeit erzielte er in 30 Punktspielen elf Tore und bereitete neun Tore vor.
Am 1. Januar 2016 wechselte Fossum zum Bundesligisten Hannover 96. Am 27. Februar 2016 (23. Spieltag) debütierte er beim 2:1-Sieg im Auswärtsspiel gegen den VfB Stuttgart in der höchsten deutschen Spielklasse. Am 14. August 2016 – zwischenzeitlich in die 2. Bundesliga abgestiegen – erzielte er beim 3:1-Sieg im Heimspiel gegen die SpVgg Greuther Fürth mit dem Treffer zum 1:0 in der 23. Minute sein erstes Tor im deutschen Profi-Fußball. Zur Saison 2017/18 gelang dem Mittelfeldspieler mit den Niedersachsen der Wiederaufstieg. Sein erstes Bundesligator erzielte er am 4. Februar 2018 (21. Spieltag) beim 1:1 im Auswärtsspiel gegen den Hamburger SV mit dem Treffer zum 1:0 in der 37. Minute.
Nach dem erneuten Abstieg Hannovers aus der höchsten deutschen Spielklasse in der Bundesligasaison 2018/19 wechselte der Norweger Mitte August 2019 ohne einen Einsatz in der Saison 2019/20 in die Dänische Superliga zum Aalborg BK. 2023 erfolgte ein weiterer Wechsel zum FC Midtjylland, bevor sich Fossum im Sommer 2024 dem belgischen Erstligisten KV Kortrijk anschloss.

### Nationalmannschaft
Nachdem Fossum bereits Länderspiele in den Altersklassen U15, U16, U17, U18, U19 und U21 für den NFF absolviert hatte, debütierte er am 29. Mai 2016 in der A-Nationalmannschaft, die in Porto das Testspiel gegen die Nationalmannschaft Portugals mit 0:3 verlor; dabei wurde er für Valon Berisha in der 74. Minute eingewechselt. Am 15. November 2019 erzielte er im EM Qualifikationsspiel für die Europameisterschaft 2020 gegen die Nationalmannschaft Färörs mit dem zwischenzeitlichen 2:0 (Endstand 4:0), seinen ersten Treffer für die Norwegische Fußballnationalmannschaft.